# Jeffrey Long
Jeffrey Long (New York, ...) è uno scienziato e saggista statunitense, studioso nel fenomeno delle esperienze di pre-morte (NDE).
Medico di formazione, Long presta servizio nella radioterapia oncologica in Louisiana. Long è l'autore di Evidence of the Afterlife: The Science of Near-Death Experiences, pubblicato sulla lista dei best seller del New York Times. Nel 1998, ha fondato la Near Death Experience Research Foundation, che si occupa di documentare e ricercare le NDE.

## Biografia
Studia presso la scuola di specializzazione medica di lunga durata e residenza in radiologia oncologica presso l'Università dell'Iowa. All'inizio della sua carriera medica, Long si interessò alle NDE dopo aver letto un articolo di giornale su di loro. Qualche anno dopo, la moglie di uno dei suoi amici gli raccontò una storia dettagliata della sua esperienza dopo che il suo cuore si fermò sotto anestesia. Mentre lavorava come medico a Las Vegas, Long fu influenzato dagli oratori che erano stati invitati da Raymond Moody, un medico e ricercatore NDE.
In seguito ha praticato la medicina a Gallup, nel New Mexico, prima di assumere una posizione presso il Marybird Perkins Cancer Center di Houma, in Louisiana, nel 2009. Ha fondato a lungo la Fondazione per la ricerca sull'esperienza della morte (NDERF) nel 1998. La fondazione mantiene un sito Web, anch'esso lanciato nel 1998, e un database di oltre 1.600 casi, che è la più grande raccolta al mondo di rapporti di pre-morte. È nel consiglio di amministrazione dell'American Center for the Integration of Spiritually Transformative Experiences (ACISTE).
I dati di Long hanno contribuito a caratterizzare le esperienze di persone che sentivano di aver vissuto esperienze di NDE. Ad esempio, dopo aver esaminato le esperienze di oltre 1.100 pazienti, ha affermato che il 74% di loro ha sperimentato un maggiore senso di consapevolezza o consapevolezza durante quello che hanno descritto come una NDE. Ha detto che la pace e l'amore sono le due parole più comunemente utilizzate da persone che descrivono ciò che credono essere delle NDE. Nel 2014, il NDERF ha affermato che una media di 774 NDE si verificava ogni giorno negli Stati Uniti.
Long è l'autore del libro Evidence of the Afterlife: The Science of Near-Death Experiences, un best seller del New York Times. È apparso in molti media, tra cui The O'Reilly Factor, NBC Today, ABC (Peter Jennings), Dr. Oz Show, History Channel, Learning Channel, National Geographic e Fox News Houston.
Nel 2009 Long ha contribuito al manuale di esperienze pre-morte: trent'anni di indagini, pubblicati da Praeger. Il libro è una rassegna critica completa della ricerca condotta nell'ambito degli studi sulla morte prossima e considerata una pubblicazione pertinente nel settore.